# Ávila (província)
A província de Ávila está situada no centro de Espanha, norte da meseta ibérica, na comunidade autónoma de Castela e Leão. Em 2009 tinha 171 680 habitantes e uma superfície de 8 048 km²

## Geografia e clima
Grande parte da província ocupa a planície do Douro, a qual é limitada a sul pelo maciço da Serra de Gredos e de outras serras do Sistema Central. Os vales dos afluentes do Douro, a norte, e dos do Tejo, as sul são muito férteis. A província apresenta uma grande diversidade orográfica, onde se podem distinguir três grandes zonas:
- A zona norte dá continuidade à meseta central e é caraterizada por paisagens planas de matriais sedimentares. O clima é do tipo continental, com invernos longos e frios e verões curtos mas quentes. Desta zona fazem parte as comarcas de La Moraña e Tierra de Arévalo, sendo as principais localidades Arévalo e Madrigal de las Altas Torres.
- A zona central, onde se situa o Vale de Amblés, o Vale do Corneja e as zonas de montanha da Serra de Gredos, Serra de Béjar, Serra de Villafranca, Serra de La Serrota, Serra de la Paramera, Serra de Ávila, Serra de Malagón, etc., com as suas grandes formações graníticasque atingem a sua maior altura no Pico de Almançor, com 2 592 m, o cume mais elevado de todo o Sistema Central. O clima de montanha caracteriza-se por temperaturas muito baixas no inverno e verões curtos não muito quentes. As localidades mais importantes desta zona são, entre outras, Piedrahíta, El Barco de Ávila, La Horcajada e Horcajo de las Torres.
- A zona sul inclui o vale do Tiétar e o vale do baixo Alberche e é caracterizado pela baixa altitude e um clima mais benigno. Nesta zona é frequente encontrar laranjeiras, oliveiras e palmeiras nas principais localidades. As localidades mais importantes desta zona são, entre outras, Arenas de San Pedro, Sotillo de la Adrada, El Tiemblo, Cebreros, El Hoyo de Pinares, Candeleda, Pedro Bernardo e Casavieja.

## Economia
A província possui uma economia predominantemente agrícola e pecuária, que abastece a zona de Madrid. As principais produções são: cereais, legumes, beterraba, vinha e oliveira. A pecuária é explora principalmente gado bovino. Exploram-se minas de chumbo e existem indústrias madeireiras. É uma província rica em monumentos histórico-artísticos.

## Municípios
|                            |                               |                          |
| Salamanca (Castela e Leão) | Valladolid (Castela e Leão)   | Segóvia (Castela e Leão) |
| Salamanca (Castela e Leão) |                               | Madrid                   |
| Cáceres (Estremadura)      | Cáceres (Estremadura), Toledo | Toledo (Castela e Leão)  |